# Straight Shooter (James Gang)
Straight Shooter è il quarto album in studio del gruppo musicale statunitense James Gang, pubblicato nel 1972.

## Tracce
1. Madness – 3:13
2. Kick Back Man – 4:51
3. Get Her Back Again – 2:45
4. Looking For My Lady – 2:53
5. Getting Old – 3:43
6. I'll Tell You Why – 3:53
7. Hairy Hypochondriac – 2:57
8. Let Me Come Home – 4:59
9. My Door Is Open – 5:55

## Formazione
- Roy Kenner – voce (eccetto traccia 5), percussioni
- Domenic Troiano – chitarra, voce (5), cori
- Dale Peters – basso, cori, percussioni
- Jim Fox – batteria, cori, percussioni, tastiera